# Кьябрера, Габриэлло
Габриэ́лло Кьябре́ра (итал. Gabriello Chiabrera; 18 июня 1552, Савона, Лигурия — 14 октября 1638[…], Савона, Лигурия) — наряду с Марино один из наиболее известных итальянских поэтов рубежа XVI—XVII веков.

## Биография
Кьябрера учился в коллеже иезуитов в Риме; общался с Паоло Мануцио (сын известного гуманиста Альда Мануция), другом Ронсара Марком-Антуаном Мюре, мыслителем-аристотеликом Спероне Сперони. В 1575 году познакомился с Тассо.

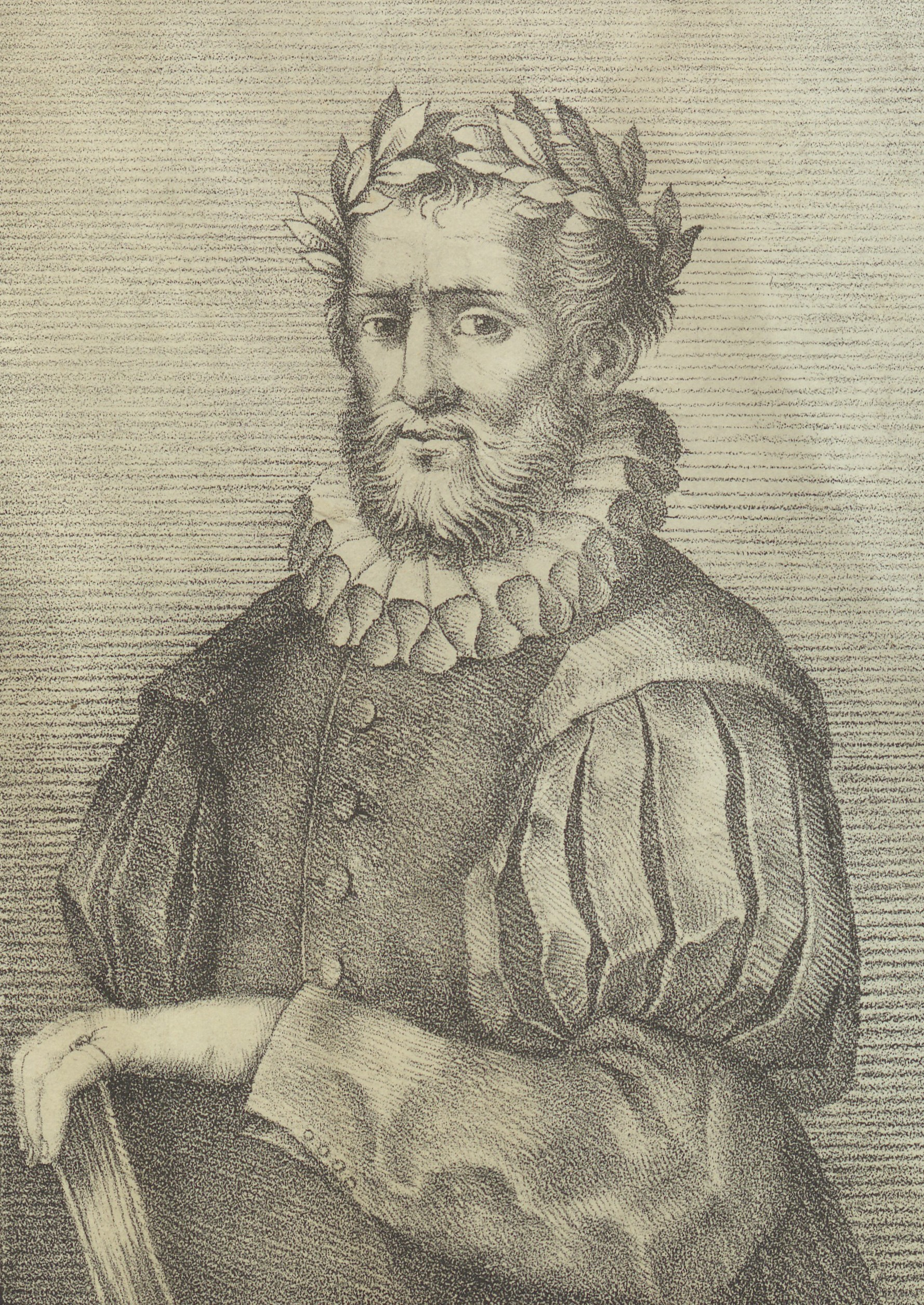
Гаэтано Галлино. Портрет Г. Кьябреры. 1823

В 1579—1581 годах совершил множество криминальных выходок и чуть не стал членом бандитской шайки. В середине 1580-х вернулся в Савону, занимал ряд административных должностей, посещал с дипломатическими миссиями Геную. Многие из его стихотворений связаны были с прославлением различных княжеских династий: Савойских, Гонзага, Сфорца, Эсте, Орсини, что способствовало его социальному преуспеянию.
Среди покровителей Кьябреры был и папа Урбан VIII. С 1600 года находился на службе у великих герцогов Тосканских. С 1602 года и до конца жизни жил у себя на родине.

## Творчество
В трёх масштабных эпических поэмах Кьябреры: «Война готов» (Della guerra de’ Goti, 1582), «Флоренция» (Firenze, 1615), «Амадеида» (Amedeide, 1620—1635), которые поэт считал наиболее существенной частью своего творчества, прослеживается упорное стремление автора избегать характерных для барокко метафор, следовать эстетической модели «Освобождённого Иерусалима» Тассо и добиться строгой классицистичности.

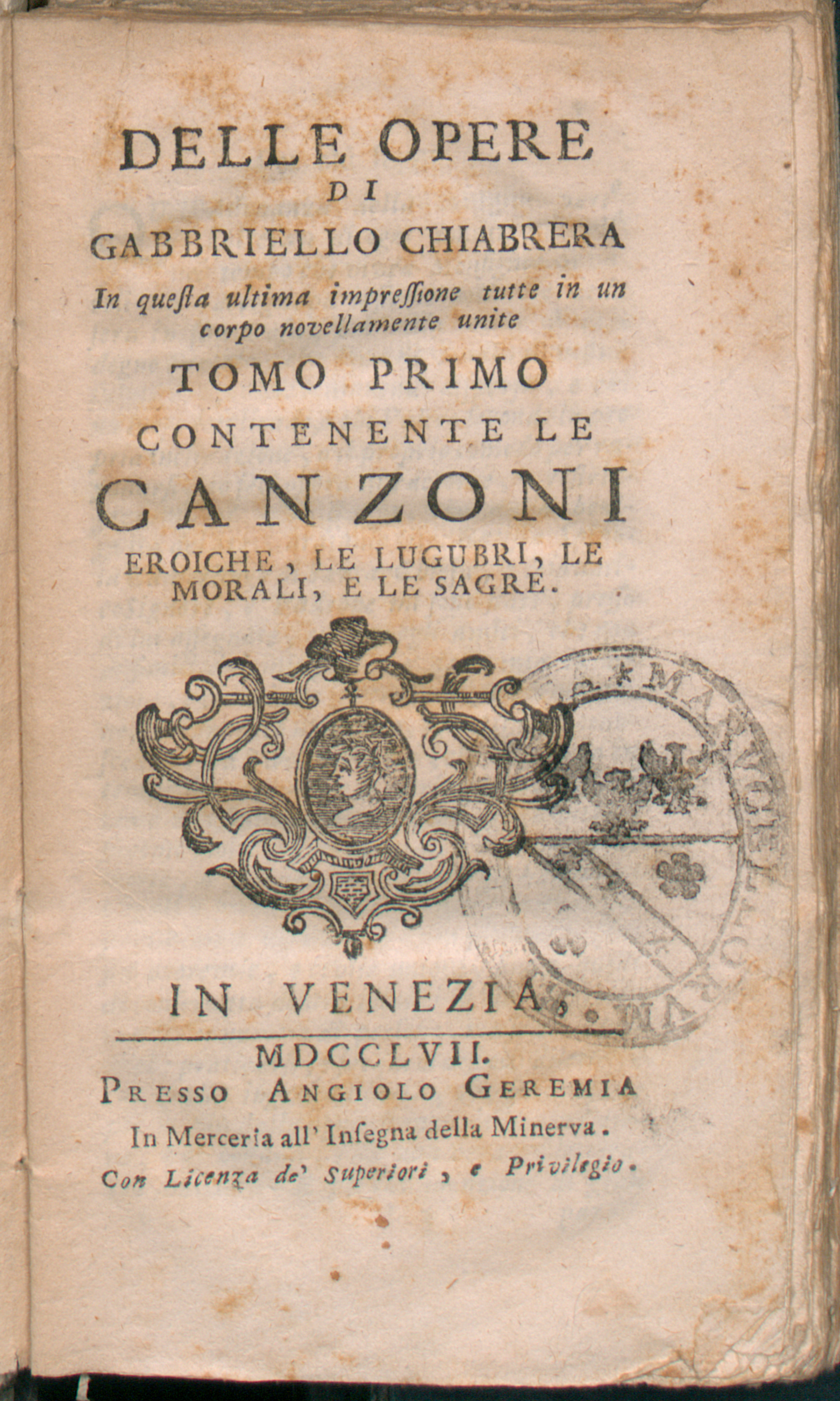
Delle opere di Gabriello Chiabrera. 1757

Между тем в историю литературы Кьябрера вошёл именно как лирический (а не эпический) поэт, причём как сами избираемые им жанры, так и метрика стихов Кьябреры, и его повышенный интерес к изобразительному искусству роднят его с Марино. Лирика Кьябреры ориентирована на античные образцы — прежде всего на Пиндара, за что поэт был при жизни прозван «итальянским Пиндаром», — а также на Анакреонта, Горация и Катулла. Лирическая продукция Кьябреры чрезвычайно обширна: три тома «Канцон» (Canzone, 1586—1588), один «Канцонетт» (Canzonette, 1591), «Шутки и нравственные канцонетты» (Scherzi e canzonette morali, 1599), «Различные манеры тосканских стихотворений» (Le maniere de’ versi toscani, 1595—1599) и т. д. Все эти сборники неоднократно перекраивались автором. Стихотворения Кьябреры высоко ценились за музыкальность (в этом отношении он выглядит как предшественник Метастазио и Аркадии) и изощренную строфику.
Кьябрере принадлежат также тексты для шести «музыкальных драм». В их числе наиболее известна приуроченная к торжествам по случаю бракосочетания Марии Медичи и Генриха IV аллегорическая постановка «Похищение Цефала» (Il rapimento di Cefalo, 1600) на музыку Джулио Каччини. Таким образом, он относится к числу литераторов, стоявших у истоков оперы.
Несколько стихотворений Кьябреры «во французском стиле», в которых он отходит от привычных итальянских 11-сложников и 7-сложников, положил на музыку Клаудио Монтеверди. Он опубликовал их в (первом) сборнике «Scherzi musicali» (1607).